# مقاطعة المنتجات اليابانية في كوريا الجنوبية 2019

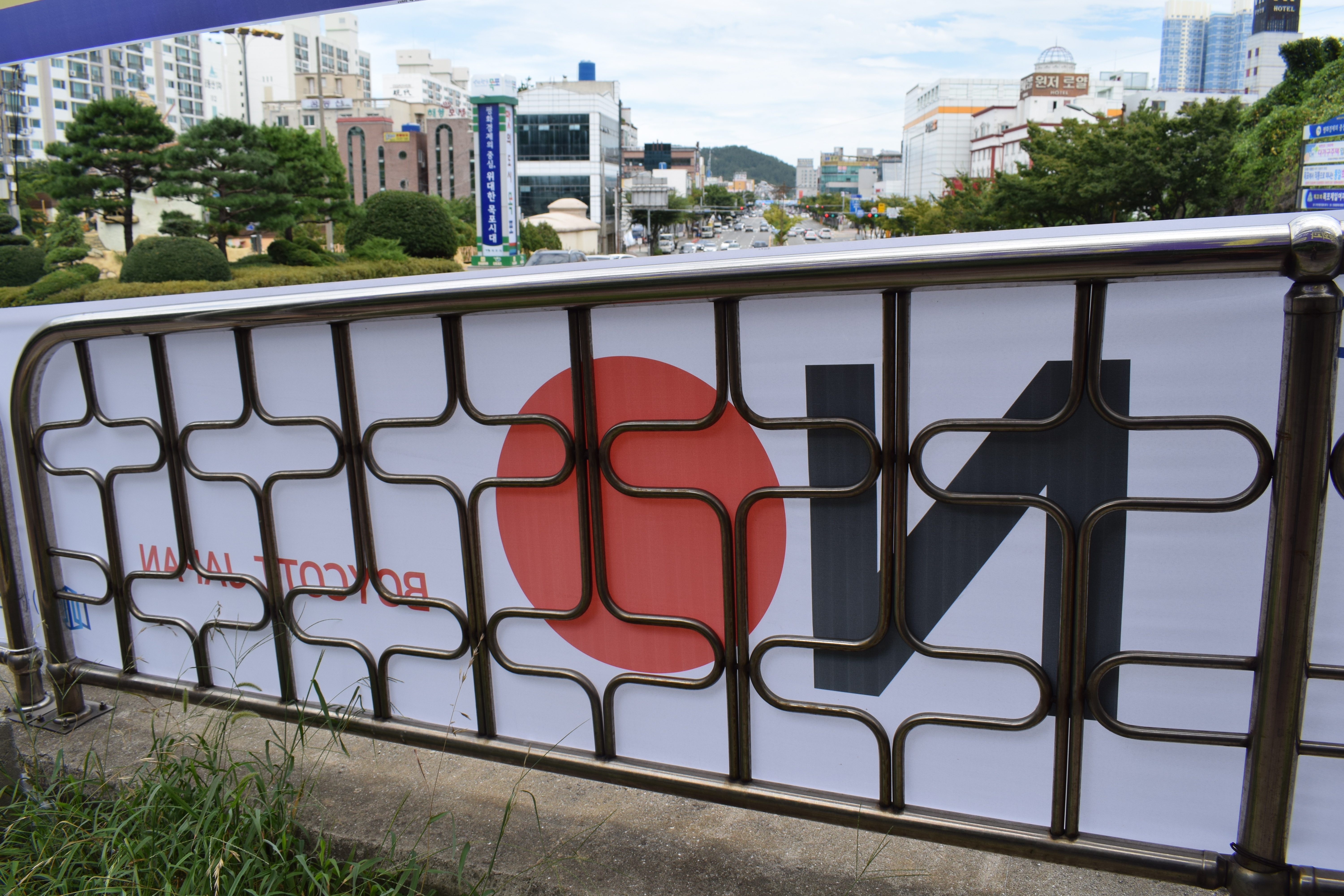

مقاطعة المنتجات اليابانية في كوريا الجنوبية في عام 2019 بدأت حملة لمقاطعة المنتجات اليابانية والسفر في كوريا الجنوبية بسبب الخلافات التجارية بين كوريا الجنوبية واليابان.

## التاريخ
بدأت موجة جديدة من المقاطعات في كوريا الجنوبية في عام 2019 وذلك ردًا على النزاع التجاري بين اليابان وكوريا الجنوبية 2019-20. بدأ الأشخاص المشاركون في الحركة في عدم شراء المنتجات والخدمات اليابانية، والسفر إلى اليابان، وعدم مشاهدة الأفلام اليابانية الصنع.
أثرت مقاطعة المنتجات والخدمات اليابانية في كوريا الجنوبية على العلامات التجارية اليابانية والسياحة إلى اليابان. في 29 يوليو 2019 أفادت شركة بطاقات ائتمان كورية أن مبيعات بطاقات الائتمان من موجي انخفضت بنسبة 33.4٪، وانخفضت مبيعات إيه بي سي مارت بنسبة 11.4٪ وانخفض مركز دايجاكو هونياكو بنسبة 55.3٪. انخفضت مبيعات يونيكلو بنسبة 40٪ وأعلنت الشركة أنها ستغلق متجرها في وسط سيول. وبالمثل انخفض أيضًا الإنفاق ببطاقات الائتمان من الكوريين الجنوبيين في اليابان. ذكرت شركة جيه تي بي أن عدد الكوريين الذين زاوا اليابان انخفض بنحو 10٪. أعلنت بعض شركات الطيران في كوريا الجنوبية أنها ستقلص الرحلات الجوية أو تعلق الطرق المباشرة بين المدن اليابانية والكورية الجنوبية.
أظهر استطلاع للرأي أجرته شركة ريلمتر وشارك فيه 504 بالغين في 24 يوليو، وفيه قال 62.8٪ من المستجيبين إنهم يقاطعون البضائع اليابانية. وجد استطلاع آخر أجرته مؤسسة غالوب كوريا وشمل 1.005 بالغين أن 12٪ فقط لديهم آراء إيجابية بشأن اليابان، بينما 77٪ لديهم آراء سلبية. وبالمثل وجد الاستطلاع أن 61٪ من المستطلعين يلومون الحكومة اليابانية على الصراع، بينما 17٪ يحملون حكومة كوريا الجنوبية المسؤولية.

## خلفية
قدم ضحايا التجنيد الإجباري وونتاك يو وتشونسو شين دعوى تعويض عن الأضرار فيما يتعلق بالتجنيد الإجباري لليابان في محكمة مقاطعة أوساكا في 24 ديسمبر 1997، في عام 2003 خسروا القضية في نهاية المطاف في اليابان. وطالبوا بتعويضات وأجور غير مدفوعة من كل من شركة نيبون ستيل والحكومة اليابانية. نتيجة للخسارة في اليابان قدم وونتاك يو وثلاثة آخرين دعوى تعويض جديدة ضد شركة نيبون ستيل في محكمة كورية، وفي 30 أكتوبر 2018 حكمت المحكمة العليا في جمهورية كوريا لصالح المدعين. كان حكم تعويض الضحايا هو سبب مقاطعة الصادرات اليابانية التي دخلت حيز التنفيذ اعتبارًا من يوليو 2019، مما أدى إلى موجة من مقاطعة التصدير.

## رد اليابان
نتيجة لمقاطعة المنتجات اليابانية في كوريا الجنوبية، انخفضت مبيعات صادرات الشركات اليابانية بنسبة 99.9٪ مقارنة بالوقت نفسه من العام الماضي، وقد تسبب هذا في انخفاض كبير في إيرادات الشركات اليابانية. على الهواء وعبر إذاعة إن إتش كيه، قدم رئيس مجلس الوزراء الياباني اعتذارًا رسميًا. توترت العلاقات الدبلوماسية بين كوريا واليابان، ولكن شعور الكوريين الجنوبيين هو أن مبادرة المقاطعة كان حكيماً.
فيما يتعلق بالانتشار الأخير للتوتر بين كوريا واليابان، بما في ذلك حكم تعويض ضحايا التجنيد من الحكومة اليابانية وتعزيز لوائح التصدير، صرحت اليابان أن "كوريا تنتهك القانون الدولي"، و"لوائح التصدير ليست ذات صلة مع حكم التجنيد على الإطلاق"، وألقت باللوم على كوريا الجنوبية.